# ソフト158
ソフト158は、1995年（平成7年）に中央農業総合研究センター北陸センターで育成されたイネ（稲）の品種。「北陸127号」と、「ササニシキ」の突然変異系統である「研系2078」との交配によって育成された。低アミロース米の一つ。
草型は、短稈でやや穂重型。北陸以南での栽培に向き、熟期は北陸では晩生の早で「アキニシキ」並かやや遅い。収量は、やや少収。通常、玄米は白濁しない。
アミロース含量は12％前後と「コシヒカリ」より3割から4割少なく、炊飯米は「コシヒカリ」より粘りが強い。デンプンの老化や硬化が緩やかであることから、ブレンド米用やおにぎり・弁当用に向く。また、膨化性も高いことから、ソフトタイプの米菓用としても適している。